# Kis kalászhal
A kis kalászhal (Atherina boyeri) a sugarasúszójú halak (Actinopterygii) osztályának a kalászhalalakúak (Atheriniformes) rendjébe, ezen belül a kalászhalfélék (Atherinidae) családjába tartozó faj.

## Előfordulása
A kis kalászhal a sekély parti vizek, folyótorkolatok, édesvízű tavak lakója. A Földközi-tenger medencéjében él. A következő országok vizeiben található meg: Albánia, Algéria, Bulgária, Ciprus, Egyiptom, Görögország, Horvátország, Izrael, Franciaország, Libanon, Líbia, Marokkó, Málta, Montenegró, Olaszország, Románia, Spanyolország, Szerbia, Szíria, Szlovénia, Törökország, Tunézia és Türkmenisztán.

## Megjelenése
A hal testhossza 8-10 centiméter, legfeljebb 12,5 centiméter. 45 közepesen nagy pikkelye van egy hosszanti sorban. Teste kissé áttetsző.

## Életmódja
Rajhal, amely rendszerint közvetlenül a felszín alatt mozog, és csak télire vonul nagyobb mélységbe. Tápláléka állati plankton, a Fekete-tenger környékén a fenéklakók például az árvaszunyog lárvái is.

## Szaporodása
Május és augusztus között ívik. Édes- és brakkvízben egyaránt ívik.